# Sonja Šarunić
Sonja Šarunić (otok Molat, 1. travnja 1954.), hrvatska je novinarka te urednica i voditeljica na Hrvatskoj radioteleviziji, autorica poznate emisije "Na Sljemenu sa Sonjom".

## Životopis
Novinarsku karijeru započela je u Novom Listu za vrijeme studija. Nakon diplome na Ekonomskom fakultetu u Rijeci, zaposlila se 1975. na Radio Rijeci. Na poziv tadašnjega urednika Drugog programa Radio Zagreba, preselila se 1976. u Zagreb gdje je vodila kultne emisije "Crvena jabuka" i "Zeleni megahertz", Jutarnji i Večernji program na HR1 te "Sljemenski snovi srijedom" na Radio Sljemenu.
Okušala se i u televizijskom voditeljstvu kao autorica TV-emisije "Noćne ptice", prve kontakt-emisije Hrvatske televizije emitirane uživo od jeseni 1990. do proljeća 1991.
Za vrijeme Domovinskog rata vodi emisiju IPD-a Zapovjedništva obrane Zagreba "Šesta kolona" i od jeseni 1991. do zime 1992. svakoga tjedna snima reportaže o hrvatskim braniteljima s prve linije fronta.
Godine 1995. dala je otkaz na Hrvatskom radiju kako bi se priključila ekipi s Radija Velika Gorica koja je aplicirala za koncesiju Obiteljskog radija. Na Obiteljskom radiju je sve do 2008. – kada se taj radio preformatirao u Antenu Zagreb – vodila "Kavicu sa Sonjom". U međuvremenu je vodila emisiju na Narodnom radiju, a 2010. se vraća na HRT, na Radio Sljeme gdje radnim danima uređuje i vodi serijal intervjua "Na Sljemenu sa Sonjom".

## Nagrade
- 1983. – Zlatno pero Hrvatskog novinarskog društva za reportaže iz ženskog zatvora
- 1989. – Zlatno pero Hrvatskog novinarskog društva za serijal emisija "Sljemenski snovi srijedom"
- 1990. – Godišnja nagrada Hrvatske radiotelevizije za "Zeleni megahertz"
- 1998. – Večernjakova ruža za najpopularniju radijsku voditeljicu po odabiru čitatelja
- 1999. – Večernjakova ruža za najpopularniju radijsku voditeljicu po odabiru čitatelja
- 2000. – Večernjakova ruža za najpopularniju radijsku voditeljicu po odabiru čitatelja
- 2004. – Večernjakova ruža za najpopularniju radijsku voditeljicu po odabiru čitatelja

## Vanjske poveznice
- www.experta.hr – Predavači: Sonja Šarunić (životopis)
- www.bernays.hr – Radijska voditeljica Sonja Šarunić gostovala na kolegiju "Radijsko izvještavanje"  Arhivirana inačica izvorne stranice od 15. ožujka 2016. (Wayback Machine)
- Večernji.hr / Estrada – Ivana Carević: »Sonja Šarunić: Mnogi moji studenti već su renomirani novinari« (intervju)